# Komenda Rejonu Uzupełnień Łuków

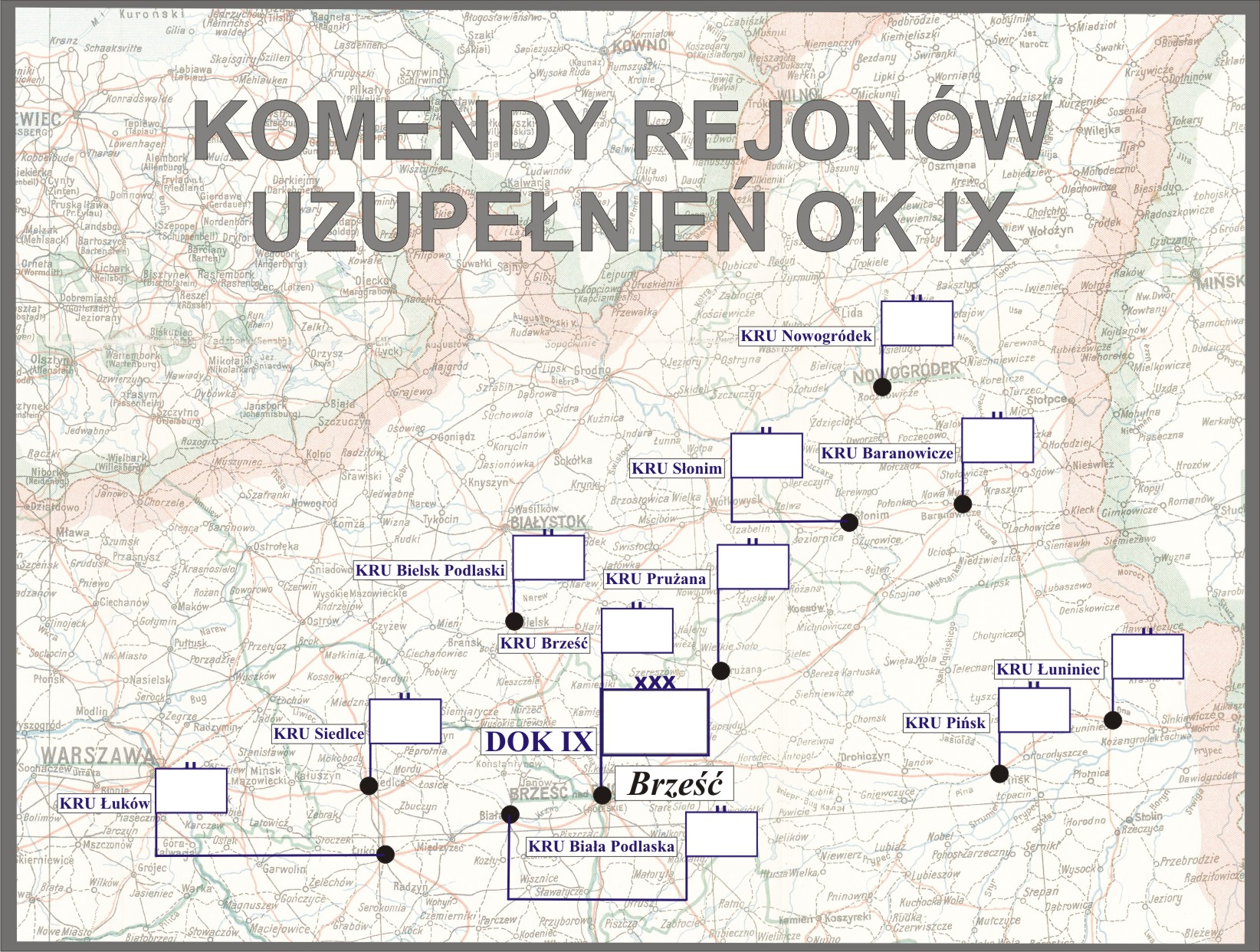
Komendy rejonów uzupełnień OK IX

Komenda Rejonu Uzupełnień Łuków (KRU Łuków) – organ wojskowy właściwy w sprawach uzupełnień Sił Zbrojnych II Rzeczypospolitej i administracji rezerw w powierzonym mu rejonie.

## Historia komendy
W 1917 funkcjonował na terenie Łukowa Główny Urząd Zaciągu. Z chwilą wejścia w życie rozkazu i sformowania nowego PKU, Główny Urząd Zaciągu do Wojska Polskiego zobowiązany był przekazać całość dokumentacji tej PKU na obszarze której znajdował się. Dodatkowo GUZ w Łukowie przekazał dokumentację PKU w Siedlcach.
W marcu 1930 roku PKU Łuków nadal podlegała Dowództwu Okręgu Korpusu Nr IX i administrowała powiatami: łukowskim i radzyńskim. W grudniu tego roku PKU posiadała skład osobowy typu II.
29 grudnia 1933 roku Prezydent RP Ignacy Mościcki nadał chor. Feliksowi Kopiasowi z PKU Łuków Krzyż Niepodległości z Mieczami „za pracę w dziele odzyskania niepodległości”.
1 lipca 1938 roku weszła w życie nowa organizacja służby uzupełnień, zgodnie z którą dotychczasowa PKU Łuków została przemianowana na Komendę Rejonu Uzupełnień Łuków przy czym nazwa ta zaczęła obowiązywać 1 września 1938 roku, z chwilą wejścia w życie ustawy z dnia 9 kwietnia 1938 roku o powszechnym obowiązku wojskowym. Obok wspomnianej ustawy i rozporządzeń wykonawczych do niej, działalność KRU Łuków normowały przepisy służbowe MSWojsk. D.D.O. L. 500/Org. Tjn. Organizacja służby uzupełnień na stopie pokojowej z 13 czerwca 1938 roku. Zgodnie z tymi przepisami komenda rejonu uzupełnień była organem wykonawczym służby uzupełnień .
Komendant rejonu uzupełnień w sprawach dotyczących uzupełnień Sił Zbrojnych i administracji rezerw podlegał bezpośrednio dowódcy Okręgu Korpusu Nr IX, który był okręgowym organem kierowniczym służby uzupełnień. Rejon uzupełnień nie uległ zmianie i nadal obejmował powiaty: łukowski i radzyński.

## Obsada personalna
Poniżej przedstawiono wykaz oficerów zajmujących stanowisko komendanta Powiatowej Komendy Uzupełnień i komendanta rejonu uzupełnień oraz wykaz osób funkcyjnych (oficerów i urzędników wojskowych) pełniących służbę w PKU i KRU Łuków, z uwzględnieniem najważniejszych zmian organizacyjnych przeprowadzonych w 1926 i 1938 roku.
Komendanci
- ppłk piech. Jan Nowakowski (od 4 XII 1920[11])
- ppłk piech. Antoni I Nowakowski (do 1 XI 1923 → I referent Szefostwa Poborowego DOK I[12][13])
- ppłk piech. Mikołaj Koiszewski (1 XI 1923[12][14] – VII 1927[15])
- ppłk piech. Józef III Sokołowski (VIII 1927[16] – III 1928 → dyspozycja MSWewn.[17])
- mjr dypl. piech. Jan Duch (XI 1928[18] – III 1929 → dyspozycja dowódcy OK IX[19])
- ppłk piech. Witold Chmielewski (III 1929[20] – XII 1931 → dyspozycja dowódcy OK IX[21])
- mjr. piech. Emil Schuller (III[22] – 15 VII 1932[23] → DOK IX)
- mjr piech. Aleksander Kierski (XII 1932[23] – 1939[24], †1940 Charków)

Obsada pozostałych stanowisk funkcyjnych PKU w latach 1921–1925
- I referent – rtm. / kpt. kanc. Eligiusz Mieczysław Winkler (1923 – II 1926 → kierownik I referatu)
- II referent – urzędnik wojsk. XI rangi / por. kanc. Józef Rybak (1923 – II 1926 → kierownik II referatu)
- oficer instrukcyjny
  - kpt. piech. Adam Alojzy Adamski[b] (do IX 1925 → 35 pp)
  - por. piech. Józef Czaporowski (od IX 1925[27])
- oficer ewidencyjny na powiat łukowski – urzędnik wojsk. XI rangi / por. kanc. Józef Smejkal
- oficer ewidencyjny na powiat radzyński – urzędnik wojsk. XI rangi / por. kanc. Lucjan Władysław Przedpełski (19 I 1920[28] – II 1926 → referent)

Obsada pozostałych stanowisk funkcyjnych PKU w latach 1926–1938
- kierownik I referatu administracji rezerw i zastępca komendanta
  - kpt. kanc. Eligiusz Mieczysław Winkler (od II 1926)
  - mjr piech. Bogumił Brzeziński[c] (I 1928[36] – III 1929[19] → dyspozycja dowódcy OK IX)
  - mjr piech. Józef II Mazur (III[20] – VII 1929[37] → dyspozycja dowódcy OK IX)
  - kpt. piech. Paweł Stolarz[d] (XII 1929[41] – VII 1935 → dyspozycja dowódcy OK IX[42])
  - kpt. piech. Stanisław Feliks Michalak (VIII 1935[43] – VI 1938 → kierownik I referatu KRU)
- kierownik II referatu
  - por. kanc. Józef Rybak (II 1926 – XII 1932[44] → płatnik 9 pac)
  - kpt. piech. Jerzy Akatow vel Akatoff[e] (był w 1932, do VI 1935 → dyspozycja dowódcy OK IX[42])
- referent – por. kanc. Lucjan Władysław Przedpełski (od II 1926, był w 1928)

Obsada pozostałych stanowisk funkcyjnych KRU w latach 1938–1939
- kierownik I referatu ewidencji – kpt. adm. (piech.) Stanisław Feliks Michalak[g]
- kierownik II referatu uzupełnień – por. piech. Jan Szepczyński[h]